# Twentse landgans
De Twentse landgans is een vroegrijpe, bewegelijke, horizontaal gestelde gans van het landganstype die licht tot middelzwaar gebouwd is.

## Achtergrond
Nederland kende in de 19e eeuw nog verschillende eigen ganzenrassen als de Groninger gans, Noord-Hollandse gans en Zuidenaargans. Deze lokale rassen zijn door inkruising met zwaardere buitenlandse rassen als de Emdener, Pommerse, Toulouse- en de Afrikaanse knobbelgans kort na de Eerste Wereldoorlog verdwenen. Aan dit lot is de Twentse Landgans ternauwernood ontkomen.
Het vroegste Twentse document dat melding maakt van de Twentse Landgans is van Freiherr Clemens Maria Franciscus von Bönninghausen die in zijn beschrijving van de Twentse roggeteelt (1817) melding maakt van de veelvuldige aanwezigheid van ganzen binnen de boerengemeenschappen in Noordoost-Twente. 
Jaarlijks overstromende beekjes en kleine rivieren die een goede grasoogst beletten zijn de aanzet geweest tot de bedrijfsmatige ganzenhandel en ganzenfok zoals deze vanaf 1850 tot aan de Eerste Wereldoorlog rond Enter, Wierden en Goor gepraktiseerd werd. Jaarlijks werden er tienduizenden dieren in Twente en Duitsland opgekocht en rond Enter verhandeld met als topjaar 1887 met 60.000 dieren.

## Rasbeschrijving
De ogen zijn lichtblauw en de middellange geeloranjekleurige snavel heeft een licht hoornkleurige snavelnagel. De nauwelijks middellange hals wordt rechtop gedragen. De vleugelpunten raken elkaar op de stuit. De geeloranje poten zijn stevig en middellang. 
De Twentse landgans kent in tegenstelling tot vele andere ganzenrassen geen buik- en keelwamontwikkeling. Naast wamontwikkeling wordt als niet rastypisch aangemerkt een donker gekleurde snavelnagel, een donkere nekstreep bij bonte dieren of knobbelontwikkeling aan de aanzet van de bovensnavel. Dit duidt op rasvreemde invloeden. Een zwemmende Twentse landgans heeft een horizontaal tot zeer licht opgaande lichaamslijn, een hooggedragen staartpartij duidt op knobbelgansinvloed. Deze dieren zijn vaak ook herkenbaar door de hoge roeptoon. Het ei van de Twentse Landgans weegt gemiddeld 160 gram.
De relatief kleine Twentse gent en gans wegen respectievelijk 5 - 6 en 4 - 5 kg. Ter vergelijking: een Afrikaanse knobbelgent weegt 9 kg, de Emdener gent 12 kg, de Pommerse gent 8 kg en de Toulouse-gent 10 kg.
Het overgrote deel van de Twentse landgans was vroeger wit; de weinig voorkomende bonte dieren hadden alleen aftekening aan de kop, de rug en de flanken. Dit omdat het witte dons dat geplukt werd van de hals, borst en buik meer opleverde dan het donker gekleurde dons.
Een belangrijk raskenmerk was de vroege leg, Twentse ganzen begonnen vaak in december te leggen waardoor deze vroege nakomelingen als 6 – 8 weekse mestkuikens buiten het gebruikelijke herfst- en winterseizoen konden worden aangeboden. Met name Engeland en Duitsland waren belangrijke afnemers. Met het wegvallen van de Engelse markt werd op voorstel van de toenmalige rijkspluimveeconsulent geadviseerd om de Twentse Landgans in te kruisen met de zwaardere Vištinės gans om beter aan te sluiten bij de wensen van de belangrijke Duitse exportmarkt.